# Droga na Golgotę (obraz Michaela Willmanna)
Droga na Golgotę – obraz śląskiego malarza okresu baroku Michaela Willmanna pochodzący z klasztoru Benedyktynek w Legnicy, obecnie w kolekcji Muzeum Narodowego we Wrocławiu
W rozbudowanej scenie pochodu na Golgotę ukazuje Willmann kilka epizodów pasyjnych m.in.: samobójstwo Judasza, upadek Chrystusa pod krzyżem, przymuszenie Szymona Cyrenejczyka do niesienia krzyża, otarcie chustą twarzy Chrystusa przez św. Weronikę, spotkanie z niewiastami jerozolimskimi. Rozliczne postaci zostały rozmieszczone w rozległej scenerii pejzażowej. Po lewej stronie w oddali widać zabudowania Jerozolimy, po prawej na skalnym tarasie stoją rzymscy żołnierze, ponad którymi wznosi się kamienne wzgórze z miejscem kaźni. Elementem scalającym kompozycję jest ciepła, brązowa tonacja kolorystyczna z jaśniejszymi akcentami zarezerwowanymi dla głównych postaci dramatu: Chrystusa, św. Weroniki, Marii czy św. Jana Ewangelisty.
Wielowątkowa kompozycja oparta została przez malarza na licznych pierwowzorach. Układ całości został przejęty z graficznej kopii obrazu Albrechta Dürera Męczeństwo dziesięciu tysięcy chrześcijan z 1508 r., którą Willmann wiernie odtworzył w jednym ze swoich rysunków. Poszczególne sceny oparte zostały na miedziorytach m.in. Giovanniego Battisty Franca (Niesienie krzyża), Paula Pontiusa (Droga na Golgotę) i Fransa Florisa (Dawid przed Saulem). Artysta skorzystał także z grafik z zaprojekowanej przez siebie serii miedziorytniczych ilustracji do Krzeszowskiego modlitewnika pasyjnego. Mimo wielu pierwowzorów obraz tworzy harmonijną i spójną całość.